# Derambila mitigata
Derambila mitigata là một loài bướm đêm trong họ Geometridae.